# Izz al-Din al-Haddad
Izz al-Din al-Haddad (em árabe: عز الدين الحداد), também conhecido pelo seu nome de guerra Abu Suhaib (em árabe: أبو صهيب), é um militante e político palestino que ocupa o cargo de comandante sênior das Brigadas Izz al-Din al-Qassam, a ala militar do Hamas. Ele é o líder do Hamas na Faixa de Gaza, após o assassinato de seu antecessor, Mohammed Sinwar. Atualmente, ele serve como chefe da Brigada de Gaza e supervisiona o setor norte da Faixa de Gaza. Ele é conhecido como o "fantasma do al-Qassam" em Gaza.
Al-Haddad é membro do Conselho Militar Geral do Hamas e tem sido fundamental no planejamento e execução das operações do grupo.

## Início da vida e carreira
Al-Haddad juntou-se ao Hamas ainda jovem, alinhando-se ao movimento desde sua criação em 1987. Ele começou sua carreira como agente na Brigada de Gaza e ascendeu na hierarquia até se tornar comandante de pelotão, depois comandante de batalhão e, por fim, liderar a própria brigada.

## Liderança
Em maio de 2022, durante a Operação Amanhecer, al-Haddad assumiu o comando da Brigada de Gaza após o assassinato do líder da brigada, Bassem Issa. Desde então, ele desempenhou um papel fundamental no planejamento e na execução das operações do grupo, incluindo o ataque de 7 de outubro a Israel.
Al-Haddad é conhecido por seu sigilo operacional e raramente aparece em público. No entanto, em maio de 2022, ele foi visto em um vídeo ameaçando Israel e, em janeiro de 2025, concedeu uma entrevista à Al Jazeera, discutindo seu papel no planejamento do ataque de 7 de outubro.

## Papel no ataque de 7 de outubro
Em 6 de outubro de 2023, al-Haddad convocou os comandantes de seu batalhão e distribuiu ordens escritas para o ataque planejado contra Israel, mais tarde conhecido como Operação Dilúvio de Al-Aqsa. As ordens enfatizavam a importância de sequestrar soldados israelenses e transportá-los para Gaza. No dia seguinte, o Hamas lançou um ataque surpresa, resultando em baixas significativas e no sequestro de civis e soldados israelenses.

## Tentativas de assassinato e alvos israelenses
Al-Haddad sobreviveu a múltiplas tentativas de assassinato israelenses, supostamente seis, e é considerado um dos comandantes do Hamas mais procurados por Israel. Ele ocupa o segundo lugar na lista de líderes do al-Qassam mais procurados por Israel, depois de Raed Saad.

## Situação atual
Em maio de 2025, al-Haddad continua a liderar as operações da ala militar do Hamas no norte da Faixa de Gaza e está envolvido na reconstrução das capacidades do grupo após perdas significativas durante o conflito em curso. Como líder do Hamas na Faixa de Gaza, ele tem poder de veto sobre qualquer cessar-fogo ou acordo de reféns na guerra de Gaza.